# Perissocytheridea retiformis
Perissocytheridea retiformis is een mosselkreeftjessoort uit de familie van de Cytherideidae. De wetenschappelijke naam van de soort is voor het eerst geldig gepubliceerd door Hao.